# Mariano Brull
Mariano Brull Caballero (Camagüey, Cuba, 24 de febrero de 1891-La Habana, Cuba, 8 de junio de 1956) fue un poeta, abogado y diplomático cubano por lo general asociado con el movimiento simbolista francés. Dos simbolistas que le influenciaron fuertemente fueron Stéphane Mallarmé y Paul Valéry. Entre los poetas cubanos de la primera mitad del siglo XX fue el más destacado de los que escribieron poesía por amor a la poesía, en oposición a la poesía centrada en cuestiones sociales o a la poesía que se inspiraba en la cultura de los cubanos de ascendencia africana. Debido a su interés en los sonidos de las palabras, se le conoce por un tipo de poesía llamado "jitanjáfora" donde las palabras virtualmente no tienen sentido pero dan mucha importancia a los sonidos. Diplomático de profesión, vivió muchos años en varios países de Europa y las Américas.

## Biografía
Brull nació en Camagüey, en el este de Cuba, donde estaba destinado su padre, Miguel Brull, un oficial del ejército español. Su madre, Celia Caballero, era descendiente de una familia de terratenientes que había residido allí durante muchas generaciones. Se sabe que descendía de catalanes, aragoneses y andaluces.

### Primeros años
De niño vivió en el sur de España en Ceuta y en Málaga . Fue durante sus años de adolescencia, siendo un estudiante en Camagüey, cuando descubrió su pasión por la poesía. El y otros estudiantes fundaron una revista de corta vida para la que escribió poemas y ensayos. El joven Brull leía con impaciencia toda la poesía que pudo, y le impresionó especialmente la obra de los poetas simbolistas franceses.
En 1908 se trasladó a La Habana, donde asistió a la Universidad y se graduó como Doctor en Derecho a los 22 años. Trabajó en un bufete de abogados y también escribió poesía para la revista El Fígaro. Durante 1914 y 1915 fue miembro del pequeño grupo que se formó alrededor del crítico literario dominicano Pedro Henríquez Ureña. Henríquez, creyendo que Brull tenía futuro como poeta, se convirtió en su mentor. Le presentó a varios editores y sugirió que leyera a poetas con los cuales no estaba familiarizado.
En 1916 Brull publicó su primer libro de poesía, La casa del silencio. Poco después se casó con Adela Baralt y, en un giro profesional, ingresó en el servicio diplomático cubano. Brull estaba decidido a salir de Cuba donde, agotado por años de lucha por la independencia y preocupado por los problemas a que se enfrenta cualquier país nuevo, las artes estaban anémicas, desinteresadas en los grandes experimentos (cubismo, futurismo, etc.) que habían brotado con tanta fuerza en Europa.

### Vida diplomática
Aunque impaciente por llegar a Europa, los dos primeros países a donde fue enviado como diplomático fueron los Estados Unidos y Perú. A mediados de los años 20 estuvo destinado en Madrid. Allí tuvo la suerte de participar en las reuniones de los cafés literarios frecuentados por muchos de los mejores poetas españoles del siglo XX: Federico García Lorca, Rafael Alberti, Jorge Guillén, Vicente Aleixandre y otros. Mientras vivía en Madrid, algunos de los primeros poemas de Brull se publicaron en París en una traducción al francés.
En 1923 Brull se unió a unos 60 jóvenes profesionales de La Habana que habían decidido tomar una postura pública en contra de la pasividad y la mediocridad reinante en la política y la cultura. Llamado El Grupo Minorista, exigió un fin a años de atraso cultural y una afirmación agresiva de las nuevas tendencias artísticas que salían de Europa. En política, denunció las dictaduras en general y pidió la formación de un gobierno cubano que respondiera mejor a los deseos del pueblo.
En París, donde vivía en 1928, publicó su segundo libro de poesía, Poemas en menguante, que fue escrito en español. 
Los Brull vivieron en París entre 1927 y 1934 con sólo dos interrupciones de un año, cada una, una en Berna y La Habana. El retorno de los Brull a La Habana coincidió con numerosos disturbios y manifestaciones en los que los estudiantes se enfrentaron con la policía del gobierno del presidente Gerardo Machado, un dictador cada vez más despiadado.
Brull pasó la Gran Depresión de regreso a París. Dos o tres veces al año hacía viajes a distintas partes del mundo. Con frecuencia, visitó La Habana por razones de trabajo, volvió al sur de España, la tierra de su infancia, y pasó por Ciudad de México, donde charlaba con sus amigos Gabriela Mistral, la poetisa chilena, Alfonso Reyes, el hombre de letras mexicanas y otros.
En 1934, su tercer libro de poesía, Canto Redondo, apareció en París. Estuvo en Roma entre 1934 y 1937, años en que el fascismo estaba vivo y floreciente.
Después de trasladarse a Bruselas (por segunda vez) a finales de la década de los 30, Brull estuvo a cargo de atender a algunos de los judíos alemanes que, buscando visas para emigrar, formaban colas delante de las legaciones y embajadas de numerosos países. Durante estos años fue delegado de Cuba en la Reunión XVII de la Asamblea de la Sociedad de las Naciones y, además, el Comisario para la repatriación de los cubanos que huían de la guerra civil española. Brull había decidido que una guerra entre todos los europeos era inminente - aunque la mayoría de sus colegas y amigos no estaban de acuerdo - y presionó al Ministerio para ser enviado de regreso a La Habana. Él se fue en junio de 1939. El buque que transportaba todos los efectos y mobiliario de los Brull a Cuba, un año más tarde, fue torpedeado y hundido por un submarino alemán.
En 1939, una edición bilingüe (francés-español), Poëmes, salió en París, con un prefacio escrito por una de las grandes figuras literarias de Francia en aquel momento, Paul Valéry. Brull trabajó durante muchos años en una traducción al español de los poemas más famosos y más difíciles de Valéry : "Le Cimetière Marin" (El cementerio marino) y "La Jeune Parque" (La joven parca).
En Cuba, Brull fue uno de los principales organizadores de un congreso del Instituto Internacional de Cooperación Intelectual, celebrado en 1941. Esta organización estaba formada por intelectuales destacados que creían que el intercambio de ideas ayudaría a conducir a una solución la tensión de la década de 1930 y la violencia de la Segunda Guerra Mundial. Brull admiraba a la gente que era capaz tanto de la acción como del pensamiento. El no comulgaba con la actitud estática de la famosa estatua de Rodin, "El Pensador". El héroe de Brull era el periodista y poeta cubano, José Martí, quien fue responsable de organizar la resistencia cubana contra España y murió en una escaramuza con soldados españoles durante la Guerra de la Independencia.
Su quinto libro de poesía, Solo de rosa, apareció. Sus poemas también vieron la luz en las publicaciones literarias cubanas más importantes: Social, Gaceta del Caribe, Espuela de Plata, Clavileño, Orígenes y El Fígaro. Tenía largas conversaciones con el poeta español exiliado, Juan Ramón Jiménez, quien escribía un tipo similar de poesía.
Durante la Segunda Guerra Mundial, Brull fue asignado a Washington D. C., y en 1945 fue enviado a Ottawa para establecer la primera misión diplomática de Cuba en Canadá.
En Bruselas, una vez más, en 1950, publicó Temps en Peine. Tiempo en pena, en una edición bilingüe. Aquí, también, murió su esposa después de muchos años de lucha contra un cáncer.
Al final de su carrera fue el embajador de Cuba en Uruguay. Sin embargo, se negó a cumplir con una orden del dictador cubano, Fulgencio Batista, y renunció abruptamente, poniendo fin a 47 años en el servicio diplomático cubano. Ese mismo año (1954) su último libro de poemas, Rien que... (Nada más ...), salió en París.

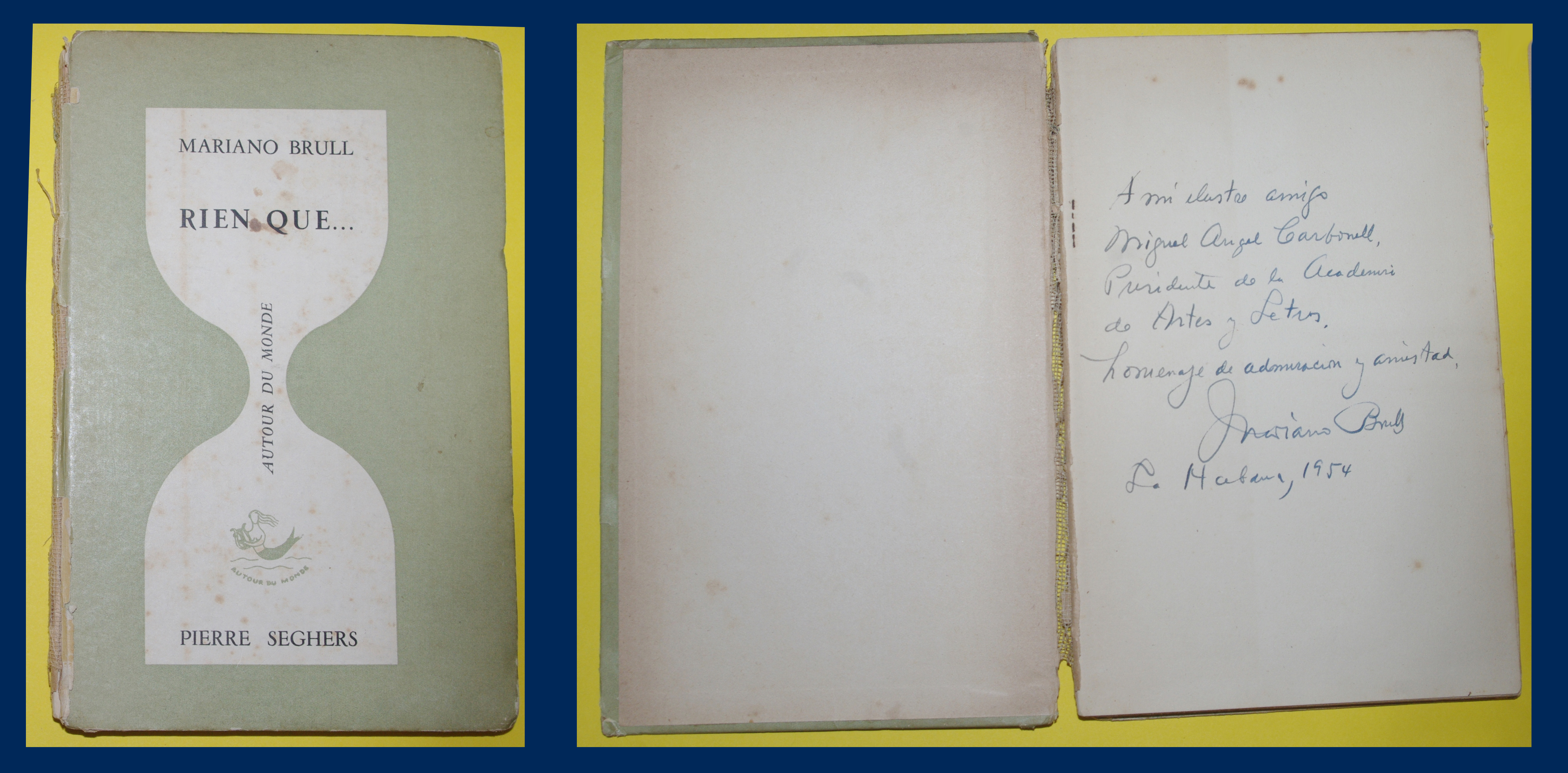
Último libro de Mariano Brull "Rien Que" (1954). Ejemplar dedicado a Miguel Ángel Carbonell, presidente de la Academia de Artes y Letras de Cuba

### Últimos años
De nuevo en La Habana, centró su atención en modernizar la finca ganadera que había heredado de su madre. Sin embargo, un tumor cerebral agresivo le debilitó poco a poco y finalmente le dejó en coma. Murió a la edad de 65 años en 1956.

## Su poesía

### Principios
El primer libro de Brull, La casa del silencio, es un buen ejemplo del modernismo hispano, aunque tiene su parte de influencia de intimidad simbolista y un toque de romanticismo tropical. Ya se encuentran temas recurrentes: el ideal de la belleza y la exploración del mundo interior del corazón como un escape de la realidad ingrata del mundo, del tiempo y de la historia.
Es evidente la influencia del español, Juan Ramón Jiménez, y el mexicano, Enrique González Martínez. Pero estos primeros poemas son obra de un aprendiz. Nueve años pasarán entre la publicación de su primera colección de poesía y la segunda, años en los que fue madurando, sobre todo después de su llegada a Europa.
En su segundo libro, Poemas en menguante, Brull abarca el simbolismo (poesía pura), aunque los poemas lo muestran todavía luchando por asimilar el nuevo estilo por completo. Se encuentra inmerso en la acalorada discusión de los poetas de su generación en cuanto si el simbolismo, el arte como pura abstracción, significó la deshumanización del arte. Brull dejó en claro que la poesía era la purificación del pensamiento y la forma, pero nunca la abstracción. Sin embargo, el simbolismo y la deshumanización se vincularon con firmeza en la mente de muchos. Duras críticas del simbolismo se escucharon con frecuencia, incluso en Cuba.

### Sonido
Una piedra angular de la poesía de Brull es la palabra como material sonoro. Este interés por el sonido se puede encontrar no solamente en los esfuerzos de Mallarmé y Valéry para alcanzar la poesía pura, sino también en los romances populares de la tradición poética española, una fuente que atrajo a otros poetas que escribían en español, el más famoso siendo García Lorca. Experimentos similares en los que se jugaba con los sonidos de las palabras se encontraban en la literatura italiana, alemana e inglesa de la década de 1920 y unos años antes.
La creatividad de Brull, que implica el uso de sonidos, a través de trabalenguas y varios experimentos fonéticos, podría crear un mundo de "encantamiento mágico". Estos sonidos y permutaciones lexicológicas se combinaban, a veces, hasta alcanzar un nivel de falta de sentido que dio lugar a la poesía que ha llegado a ser conocida como "jitanjáfora" después de la aparición de esta palabra en el poema de Brull "Filiflama ...", un poema hecho en su totalidad por palabras inventadas.
Filiflama alabe cundre
ala olalúnea alífera
alveola jitanjáfora
liris salumba salífera.
Olivia óleo olorife
alalai cánfora sandra
milingítara girófora
zumbra ulalindre calandra.

Sin embargo, tal interés radical en el sonido no era más que un capítulo en la poesía de Brull. La jitanjáfora era una “broma verbal, creada por Brull al margen de su obra poética, pero como consecuencia extrema del desarrollo de ella…."

### Infancia
Brull revela un interés en la infancia en varios de sus poemas a través del tema o mediante el uso de la lengua y los ritmos asociados con versículos infantiles o ambos. Los versos que aprendió en el sur de España cuando era niño tuvieron un impacto duradero en él. Y, como ya se ha apuntado, la poesía tradicional y popular fue muy apreciada por los poetas de su generación que escribieron en español.

### Características típicas
A pesar de que utiliza la aliteración y las metáforas en abundancia, hay características de su obra que lo diferencian del trabajo de otros. Estos incluyen:
- asociación de palabras raras[29]
- la utilización de una palabra dos veces en la misma línea pero en forma totalmente diferente[30]
- juegos de palabras
- la combinación o acoplamiento de palabras que significan lo opuesto o chocan en sus significados ("la melodía del perfume"), a menudo colocadas entre guiones,[31] y
- juegos ilógicos de sonidos y onomatopeyas donde se ve la influencia del futurismo y el dadaísmo.[32]

Brull favoreció el verso libre, seguido por el verso blanco, aunque a veces se volvió hacia el soneto y otras formas poéticas. Sus poemas suelen ser cortos, y el número total de poemas que escribió fue bastante limitado, dos atributos poco frecuentes en comparación con la mayoría de los poetas hispanos.

### La rosa
La rosa es el motivo principal en la poesía de Brull, su símbolo preferido “como norma de perfección y permanencia a través de la fugacidad."
Mallarmé había definido una flor como la ausencia del tallo y las hojas, su manera de decir que la finalidad del arte es la concentración en lo esencial. Ningún poeta cubano fue tan lejos como Brull en sumergirse en esta concepción de la poesía. Pero su origen latinoamericano no le permite olvidarse de los tallos y hojas del todo. La contribución de Brull a la poesía de Cuba es el contrapunto entre lo concreto y lo ideal.
Un equilibrio entre lo sensual y lo abstracto es alcanzado más plenamente que en cualquier otro libro en Solo de rosas, una colección de poemas en los que el poeta alaba la rosa en su pura esencia, frágil y maravillosa, y no corrompida por el paso del tiempo.
Epitafio de la Rosa
Rompo una rosa y no te encuentro.
Al viento, así, columnas deshojadas,
palacio de la rosa en ruinas.
Ahora —rosa imposible— empiezas:
por agujas de aire entretejida
al mar de la delicia intacta,
donde todas las rosas
—antes que rosa—
belleza son sin cárcel de belleza.

### La nada
En sus últimas obras, Tiempo en pena y Nada más que…, la poesía de Brull adquiere un tono melancólico, sombrío y reflexivo, como un tono adquirido en un viaje hacia el agujero negro del existencialismo, posiblemente intensificado por tragedia personal (la muerte de su esposa) y un mundo a su alrededor que parecía desmoronarse (la guerra civil española seguida de la Segunda Guerra Mundial).
A lo largo de los años, uno puede encontrar bajo la claridad formal y expresiva, la creciente preocupación de Brull de lo que él veía como un mundo en permanente deterioro. Las raíces de esta desolación son evidentes en sus primeros poemas en el que la ausencia y el silencio - a menudo descrita como la tranquilidad - están presentes, aunque cualquier molestia se elimina por la visión de la belleza ideal. En la década de 1950, la ausencia ya no es una idea agradable en cuanto se convierte en la nada. Brull es consumido por una visión trágica de la vida en la que todo, incluida la belleza, se concibe como objeto destinado a la destrucción o, en una palabra que escogía a menudo, la ruina. Una vez que el tiempo ha hecho su tarea, solo queda la nada. "Jamás la poesía cubana había tocado el fondo de la desesperanza con tal discreción y soledad."

## Obras
- La casa del silencio (1916).
- Poemas en menguante (1928).
- Canto redondo (1934).
- Poëmes (1939) (Antología bilingüe:español-francés).
- Solo de rosa (1941).
- Temps en peine/Tiempo en pena (1950).
- Rien que... (Nada más que...) (1954).